# إيفا بورمان
إيفا بورمان (بالهولندية: Eva Buurman) (و. 1994  م) هي دراجة هولندية.

## التعليم
تعلمت في الجامعة الحرة بأمستردام
.

## سجل الفوز

### سباقات أو مراحل فاز بها
| التاريخ       | السباق                               | المركز                   |
| ------------- | ------------------------------------ | ------------------------ |
| 01 أغسطس 2015 | Erondegemse Pijl 2015                | السادس في التصنيف العام  |
| 08 مايو 2016  | طواف جزيرة تشونغ مينغ 2016           | السادس في تصنيف أفضل شاب |
| 19 يونيو 2016 | طواف السيدات 2016                    | الرابع في تصنيف أفضل شاب |
| 01 يناير 2017 | كأس لوتو لركوب الدراجات للسيدات 2017 | المركز الثالث            |
| 07 مايو 2017  | 2017 Trofee Maarten Wynants          | المركز الثالث            |
| 26 مايو 2017  | لا كلاسيك موربيهان 2017              | السابع في التصنيف العام  |
| 27 مايو 2017  | Grand Prix du Morbihan Féminin 2017  | السادس في التصنيف العام  |
| 11 يونيو 2017 | دايموند تور 2017                     | الخامس في التصنيف العام  |
| 05 أغسطس 2017 | Erondegemse Pijl 2017                | السابع في التصنيف العام  |
| 17 يونيو 2018 | طواف السيدات 2018                    | الثامن في التصنيف العام  |
| 19 أغسطس 2018 | طواف النرويج للسيدات 2018            | السابع في التصنيف العام  |

## روابط خارجية
- إيفا بورمان على موقع الاتحاد الدولي للدراجات (الإنجليزية)
- إيفا بورمان على موقع أرشيف الدراجات (الإنجليزية)
- إيفا بورمان على موقع إحصائيات الدراجات الإحترافية (الإنجليزية)
- إيفا بورمان على موقع نسبة الدراجات (الإنجليزية)